# Gafarró muntanyenc
El gafarró muntanyenc (Chrysocorythus estherae) és una espècie d'ocell de la família dels fringíl·lids (Fringillidae). Si bé va ser inclòs en el gènere Serinus, arran els treballs de Zuccon et el 2012, ha estat classificat recentment al monotípic gènere Chrysocorythus.

## Hàbitat i distribució
Habita les zones boscoses de les muntanyes del nord de Sumatra, Java, Sulawesi i Mindanao.

## Subespècies
- C. e. chaseni (Kinzelbach, Dickinson et Somadikarta, 2009). Est de Java
- C. e. estherae (Finsch, 1902). Oest de Java
- C. e. mindanensis (Ripley et Rabor, 1961). Mindanao.
- C. e. renatae (Schuchmann et Wolters, 1982). Sulawesi
- C. e. vanderbilti (Meyer de Schauensee, 1939). Sumatra.

La subespècie de Mindanao és considerada una espècie de ple dret a algunes classificacions:
- Chrysocorythus mindanensis - gafarró de Mindanao.[4]